# Giovanni Battista da Sangallo
Giovanni Battista da Sangallo (1496 - 1548) fue un arquitecto del Renacimiento italiano, hermano de Antonio da Sangallo el Joven, con quien trabajó en numerosos proyectos. De los diseños en solitario de Giovanni Battista da Sangallo apenas quedan restos, pues casi todos sus edificios han sido demolidos o han sufrido importantes alteraciones. 

## ElCódex Stosch
Se conserva un códice (llamado «Stosch» por haber pertenecido en el siglo XVIII al barón Philipp von Stosch) con dibujos de Giovanni Battista da Sangallo. Sangallo dibuja de manera muy detallada y exacta dieciséis edificios de Roma, como el templo de Hércules Víctor o el templo de Cástor y Pólux. Todos ellos están presentados en planta, alzado y perfil. Este códice fue adquirido por la Biblioteca del Royal Institute of British Architects de Londres, donde se conserva actualmente.